# Mistrovství světa juniorů v ledním hokeji 2012
Mistrovství světa juniorů v ledním hokeji 2012 se konalo od 26. prosince 2011 do 5. ledna 2012 v kanadském Edmontonu a Calgary.

## Stadiony
| Calgary                                          | Edmonton                                |
| ------------------------------------------------ | --------------------------------------- |
| Scotiabank Saddledome Kapacita: 19 289 21 zápasů | Rexall Place Kapacita: 16 839 10 zápasů |
|                                                  |                                         |

## Herní systém
Ve dvou základních skupinách si zahrálo vždy pět týmů každý s každým. Vítězství se počítalo za tři body, v případě nerozhodného výsledku si oba týmy připsali bod a následovalo 5 min. prodloužení a samostatné nájezdy. Tato kritéria rozhodovovala o držiteli bonusového bodu. V případě rovnosti rozhodoval vzájemný zápas (pravidlo užito při určení vítěze skupiny A a sestupujícího).
Vítězové základních skupin postoupili přímo do semifinále, druhý a třetí tým ze skupiny sehrály čtvrtfinálový zápas. Čtvrté a páté týmy z obou skupin se utkaly ve skupině o udržení, ze které sestoupil nejhorší celek. Také hrály zápasy o páté a třetí místo, ve kterých se střetli poražení z play-off.
V play-off se v případě nerozhodného výsledku prodlužovalo deset minut (případně měla následovat trestná střílení, na ta však ve vyřazovacích bojích nedošlo). Ve finále se nastavovalo minut dvacet.
V nižších divizích I. a II. byly týmy rozděleny nově podle výkonnosti do skupin A a B. Vítěz A skupiny I. divize postoupí mezi elitu, poslední jde do B skupiny, nahradí jej její vítěz. Nejhorší tým B skupiny I. divize sestoupí do A skupiny II. divize, jejíž vítěz jde do B skupiny I. divize, poslední sestoupí do B skupiny. V B skupině II. divize jde vítěz do A skupiny a poslední sestupuje do III. divize, jejíž vítěz jej nahradí.

## Základní skupiny

### Skupina A
| Tým          | Z | V | VP | PP | P | VG | IG | B  |
| ------------ | - | - | -- | -- | - | -- | -- | -- |
| 1. Švédsko   | 4 | 2 | 2  | 0  | 0 | 26 | 11 | 10 |
| 2. Rusko     | 4 | 3 | 0  | 1  | 0 | 23 | 5  | 10 |
| 3. Slovensko | 4 | 2 | 0  | 0  | 2 | 11 | 17 | 6  |
| 4. Švýcarsko | 4 | 1 | 0  | 1  | 2 | 12 | 16 | 4  |
| 5. Lotyšsko  | 4 | 0 | 0  | 0  | 4 | 8  | 31 | 0  |

| 26. prosince 2011 | Lotyšsko | 4-9 (2:3, 1:3, 1:3) | Švédsko | Calgary Návštěva: 12 544 |
|                   | Lotyšsko |                     | Švédsko |                          |

| Souhrn zápasu zpráva | Souhrn zápasu zpráva | Souhrn zápasu zpráva | Souhrn zápasu zpráva | Souhrn zápasu zpráva |
| -------------------- | --- | -------------------- | --- | -------------------- |
|                      | 6. Andersons (Koļesņikovs, Bļugers) 9. R. Lipsbergs (Jevpalovs, Ziemiņš) 33. Lipsbergs (Jevpalovs) 59. Girgensons (Zvirbulis, Nīmanis) |                      | 4. Friberg (Larsson, Rensfeldt) 6. Friberg (Sundström) 9. Zibanejad (Collberg, Rakell) 26. Collberg (Brodin, Rask) 35. Thorell (Nemeth) 36. Zibanejad (Brodin, Rakell) 48. Nordström (Rensfeldt, Thorell) 54. Friberg (Rensfeldt, Bäckman) 56. Friberg (Collberg) |                      |

| 26. prosince 2011 | Švýcarsko | 0-3 (0:1, 0:2, 0:0) | Rusko | Calgary Návštěva: 15 390 |
|                   | Švýcarsko |                     | Rusko |                          |

| Souhrn zápasu zpráva | Souhrn zápasu zpráva | Souhrn zápasu zpráva | Souhrn zápasu zpráva                                                        | Souhrn zápasu zpráva |
| -------------------- | -------------------- | -------------------- | --------------------------------------------------------------------------- | -------------------- |
|                      |                      |                      | 9. Chochlačov 26. Gusev (Kosov, Grigorenko) 36. Grigorenko (Kučerov, Gusev) |                      |

| 27. prosince 2011 | Slovensko | 3-1 (0:0, 1:1, 2:0) | Lotyšsko | Calgary Návštěva: 12 589 |
|                   | Slovensko |                     | Lotyšsko |                          |

| Souhrn zápasu zpráva | Souhrn zápasu zpráva                                                     | Souhrn zápasu zpráva | Souhrn zápasu zpráva     | Souhrn zápasu zpráva |
| -------------------- | ------------------------------------------------------------------------ | -------------------- | ------------------------ | -------------------- |
|                      | 36. Jurčo (Marinčin, Gernát) 43. Tvrdoň (Bubela, Toman) 60. Toman (Mráz) |                      | 27. Ziemins (Kuzmenkovs) |                      |

| 28. prosince 2011 | Švédsko | 4-3 SN (1:0, 1:1, 1:2 - 0:0) | Švýcarsko | Calgary Návštěva: 14 782 |
|                   | Švédsko |                              | Švýcarsko |                          |

| Souhrn zápasu zpráva | Souhrn zápasu zpráva | Souhrn zápasu zpráva | Souhrn zápasu zpráva                                         | Souhrn zápasu zpráva |
| -------------------- | --- | -------------------- | ------------------------------------------------------------ | -------------------- |
|                      | 15. Friberg (Rensfeldt, Klinberg) 37. Nordstrom (Backman, Karlsson) 42. Rensfeldt (Thorell, Granberg) rozh. n. Collberg |                      | 26. Vermin (Kukan) 53. Vermin (Hofmann) 58. Kukan (Bertschy) |                      |

| 28. prosince 2011 | Rusko | 3-1 (0:1, 1:0, 2:0) | Slovensko | Calgary Návštěva: 15 987 |
|                   | Rusko |                     | Slovensko |                          |

| Souhrn zápasu zpráva | Souhrn zápasu zpráva                                                                      | Souhrn zápasu zpráva | Souhrn zápasu zpráva | Souhrn zápasu zpráva |
| -------------------- | ----------------------------------------------------------------------------------------- | -------------------- | -------------------- | -------------------- |
|                      | 25. Oživanov (Jakupov, Kosov) 42. Naumenkov (Zemčenko) 55. Kučerov (Grigorenko, Něstěrov) |                      | 20. Bubela           |                      |

| 29. prosince 2011 | Lotyšsko | 0-14 (0:1, 0:6, 0:7) | Rusko | Calgary Návštěva: 14 780 |
|                   | Lotyšsko |                      | Rusko |                          |

| Souhrn zápasu zpráva | Souhrn zápasu zpráva | Souhrn zápasu zpráva | Souhrn zápasu zpráva | Souhrn zápasu zpráva |
| -------------------- | -------------------- | -------------------- | --- | -------------------- |
|                      |                      |                      | 11. Grigorenko (Kučerov, Gusev) 21. Sergejev (Jakupov, Arzamascev) 28. Kuzněcov (Jakupov, Antipin) 31. Kuzněcov (Gusev, Něstěrov) 33. Želdakov (Kuzněcov, Gusev) 36. Gusev (Kuzněcov, Něstěrov) 39. Gusev (Kučerov, Kuzněcov) 41. Kulikov (Kuzněcov, Zemčenko) 42. Chochlačov (Jakupov, Naumenkov) 43. Kuzněcov (Gusev, Kučerov) 45. Zemčenko (Kulikov, Kuzněcov) 52. Kosov (Apalkov, Barbašev) 54. Chochlačov (Tělegin, Antipin) 55. Něstěrov (Gusev, Kuzněcov) |                      |

| 30. prosince 2011 | Švédsko | 9-1 (2:1, 2:0, 5:0) | Slovensko | Calgary Návštěva: 15 187 |
|                   | Švédsko |                     | Slovensko |                          |

| Souhrn zápasu zpráva | Souhrn zápasu zpráva | Souhrn zápasu zpráva | Souhrn zápasu zpráva      | Souhrn zápasu zpráva |
| -------------------- | --- | -------------------- | ------------------------- | -------------------- |
|                      | 5. Thorell 17. Friberg (Larsson, Brodin) 25. Collberg (Larsson, Sundström) 39. Sundström (Rakell) 45. Zibanejad (Collberg) 49. Rakell (F. Forsberg, Zibanejad) 52. Nordström (Thorell, Nemeth) 54. Collberg (Klingberg, Sundström) 59. Thorell (Rensfeldt, Klingberg) |                      | 12. Tvrdoň (Toman, Jurčo) |                      |

| 30. prosince 2011 | Švýcarsko | 5-3 (1:0, 2:1, 2:2) | Lotyšsko | Calgary Návštěva: 13 666 |
|                   | Švýcarsko |                     | Lotyšsko |                          |

| Souhrn zápasu zpráva | Souhrn zápasu zpráva                                                                            | Souhrn zápasu zpráva | Souhrn zápasu zpráva                                                                                           | Souhrn zápasu zpráva |
| -------------------- | ----------------------------------------------------------------------------------------------- | -------------------- | --- | -------------------- |
|                      | 9. Bertschy (Trutmann) 23. Haas (Vermeille, Bertaggia) 39. Bertschy (Walser) 54. Haas 55. Marti |                      | 29. Andersons (Siksna, Straupe) 43. Jevpalovs (Hvorostiņins, Kalniņš) 53. Hvorostiņins (Jevpalovs, Kuzmenkovs) |                      |

| 31. prosince 2011 | Slovensko | 6-4 (1:2, 1:1, 4:1) | Švýcarsko | Calgary Návštěva: 13 029 |
|                   | Slovensko |                     | Švýcarsko |                          |

| Souhrn zápasu zpráva | Souhrn zápasu zpráva | Souhrn zápasu zpráva | Souhrn zápasu zpráva                                                                      | Souhrn zápasu zpráva |
| -------------------- | --- | -------------------- | ----------------------------------------------------------------------------------------- | -------------------- |
|                      | 9. Chovan (Jurčo, Ďaloga) 33. Chovan 46. Matoušek (Hinďoš, Bene) 47. Marinčin (Daňo, Jurčo) 49. Chovan (Jurčo, Mráz) 50. Gernát (Jurčo, Tvrdoň) |                      | 7. Vermin (Richard, Bertschy) 8. Andrighetto (Bertaggia) 29. Vermin (Richard) 41. Richard |                      |

| 31. prosince 2011 | Rusko | 3-4 pr. (3:0, 0:0, 0:3 - 0:1) | Švédsko | Calgary Návštěva: 16 643 |
|                   | Rusko |                               | Švédsko |                          |

| Souhrn zápasu zpráva | Souhrn zápasu zpráva                                           | Souhrn zápasu zpráva | Souhrn zápasu zpráva                                                                                               | Souhrn zápasu zpráva |
| -------------------- | -------------------------------------------------------------- | -------------------- | --- | -------------------- |
|                      | 3. Zemčenko (Jakupov) 3. Kosov (Barbašev, Apalkov) 14. Tělegin |                      | 44. Klefbom (Larsson) 53. Rakell (Nemeth, Larsson) 60. Friberg (Brodin, Nordström) 63. Nordström (Nemeth, Friberg) |                      |

### Skupina B
| Tým       | Z | V | VP | PP | P | VG | IG | B  |
| --------- | - | - | -- | -- | - | -- | -- | -- |
| 1. Kanada | 4 | 4 | 0  | 0  | 0 | 26 | 5  | 12 |
| 2. Finsko | 4 | 3 | 0  | 0  | 1 | 19 | 10 | 9  |
| 3. Česko  | 4 | 2 | 0  | 0  | 2 | 12 | 11 | 6  |
| 4. USA    | 4 | 1 | 0  | 0  | 3 | 16 | 15 | 3  |
| 5. Dánsko | 4 | 0 | 0  | 0  | 4 | 6  | 38 | 0  |

| 26. prosince 2011 | Finsko | 1-8 (0:2, 1:3, 0:3) | Kanada | Edmonton Návštěva: 15 296 |
|                   | Finsko |                     | Kanada |                           |

| Souhrn zápasu zpráva | Souhrn zápasu zpráva          | Souhrn zápasu zpráva | Souhrn zápasu zpráva | Souhrn zápasu zpráva |
| -------------------- | ----------------------------- | -------------------- | --- | -------------------- |
|                      | 22. Ruuttu (Aaltonen, Barkov) |                      | 3. Mark Stone (Huberdeau, Strome) 5. Gallagher (Schwartz, D. Hamilton) 24. Stone (Huberdeau, F. Hamilton) 30. Huberdeau (Pearson, Beaulieu) 33. D. Hamilton (Strome, Schwartz) 41. Connolly (Pearson, Gormley) 45. Stone (Huberdeau, Strome) 48. Strome (Gallagher, Huberdeau) |                      |

| 26. prosince 2011 | Dánsko | 3-11 (2:3, 0:6, 1:2) | USA | Edmonton Návštěva: 13 604 |
|                   | Dánsko |                      | USA |                           |

| Souhrn zápasu zpráva | Souhrn zápasu zpráva | Souhrn zápasu zpráva | Souhrn zápasu zpráva | Souhrn zápasu zpráva |
| -------------------- | --- | -------------------- | --- | -------------------- |
|                      | 4. Bau Hansen (N. Jensen, P. Bjorkstrand) 10. Bau Hansen (Spelling, P. Bjorkstrand) 45. Spelling (P. Bjorkstrand, N. Jensen) |                      | 1. Coyle (Merrill, Zucker) 5. Zucker (Forbort) 9. Tinordi (Tynan, Watson) 22. Bjugstad (Czarnik, Clendening) 28. Coyle (Saad, Etem) 30. Rau (Clendening, Czarnik) 31. Arnold (Archibald, Etem) 31. Miller (Arnold, Tynan) 37. Rau (Watson, Trouba) 52. Coyle (Zucker, Forbort) 56. Johns |                      |

| 27. prosince 2011 | Česko | 7-0 (1:0, 2:0, 4:0) | Dánsko | Edmonton Návštěva: 12 967 |
|                   | Česko |                     | Dánsko |                           |

| Souhrn zápasu zpráva | Souhrn zápasu zpráva | Souhrn zápasu zpráva | Souhrn zápasu zpráva | Souhrn zápasu zpráva |
| -------------------- | --- | -------------------- | -------------------- | -------------------- |
|                      | 6. Hertl (Culek, Hrbas) 23. Hertl (Culek, Zámorský) 32. Faksa (Říha, Hyka) 42. Holík (Sekáč, Zámorský) 43. Filippi 56. Jaškin (Krejčí, Hyka) 57. Říha (Culek, Mozík) |                      |                      |                      |

| 28. prosince 2011 | USA | 1-4 (0:0, 0:1, 1:3) | Finsko | Edmonton Návštěva: 14 000 |
|                   | USA |                     | Finsko |                           |

| Souhrn zápasu zpráva | Souhrn zápasu zpráva   | Souhrn zápasu zpráva | Souhrn zápasu zpráva | Souhrn zápasu zpráva |
| -------------------- | ---------------------- | -------------------- | --- | -------------------- |
|                      | 41. Saad (Etem, Coyle) |                      | 22. Salomäki (Armia) 51. Armia (Mik. Granlund, Ristolainen) 52. Mik. Granlund (Hakanpää, Pulkkinen) 57. Armia (Donskoi) |                      |

| 28. prosince 2011 | Kanada | 5-0 (1:0, 2:0, 2:0) | Česko | Edmonton Návštěva: 16 417 |
|                   | Kanada |                     | Česko |                           |

| Souhrn zápasu zpráva | Souhrn zápasu zpráva | Souhrn zápasu zpráva | Souhrn zápasu zpráva | Souhrn zápasu zpráva |
| -------------------- | --- | -------------------- | -------------------- | -------------------- |
|                      | 6. Mark Stone (Huberdeau, Strome) 37. Strome (F. Hamilton, Wedgewood) 39. Connolly (Howden, Bournival) 49. Scheifele (Pearson) 55. Scheifele (Pearson, Gormley) |                      |                      |                      |

| 29. prosince 2011 | Dánsko | 2-10 (0:4, 0:3, 2:3) | Kanada | Edmonton Návštěva: 16 275 |
|                   | Dánsko |                      | Kanada |                           |

| Souhrn zápasu zpráva | Souhrn zápasu zpráva                                                           | Souhrn zápasu zpráva | Souhrn zápasu zpráva | Souhrn zápasu zpráva |
| -------------------- | ------------------------------------------------------------------------------ | -------------------- | --- | -------------------- |
|                      | 44. Meyer (Christensen, Bau-Hansen) 49. Kristensen (N. Jensen, P. Bjorkstrand) |                      | 3. Howden (Harrington, Murray) 7. Connolly (Gormley, Jenner) 17. Mark Stone 19. Strome (Stone, Huberdeau) 21 Harrington (Connolly, Howden) 25. Stone (Harrington, Murray) 36. F. Hamilton (Harrington, Beaulieu) 52. Gormley (Scheifele) 56. Gormley (Howden, F. Hamilton) 57. Gallagher (Jenner) |                      |

| 30. prosince 2011 | USA | 2-5 (1:1, 1:1, 0:3) | Česko | Edmonton Návštěva: 14 733 |
|                   | USA |                     | Česko |                           |

| Souhrn zápasu zpráva | Souhrn zápasu zpráva                                   | Souhrn zápasu zpráva | Souhrn zápasu zpráva                                                                         | Souhrn zápasu zpráva |
| -------------------- | ------------------------------------------------------ | -------------------- | -------------------------------------------------------------------------------------------- | -------------------- |
|                      | 6. Tynan (Miller, Arnold) 32. Arnold (Zucker, Merrill) |                      | 13. Filippi (Přibyl, Říha) 35. Hertl 53. Holík (Sekáč, Krejčí) 58. Filippi (Nosek) 59. Holík |                      |

| 30. prosince 2011 | Finsko | 10-1 (3:0, 2:1, 5:0) | Dánsko | Edmonton Návštěva: 13 144 |
|                   | Finsko |                      | Dánsko |                           |

| Souhrn zápasu zpráva | Souhrn zápasu zpráva | Souhrn zápasu zpráva | Souhrn zápasu zpráva | Souhrn zápasu zpráva |
| -------------------- | --- | -------------------- | -------------------- | -------------------- |
|                      | 9. Salomäki 11. Hakanpaa (Donskoi, Salomäki) 12. Pokka (Hannikainen, Paajanen) 25. Kuronen (Mik. Granlund, Pulkkinen) 35. Salomäki (Hakanpaa, Pokka) 42. Armia (Salomäki, Donskoi) 45. Pulkkinen (Mik. Granlund) 49. Pulkkinen (Mik. Granlund) 58. Pulkkinen (Mik. Granlund, Pokka) 60. Pulkkinen (Mar. Granlund, Mik. Granlund) |                      | 34. P. Bjorkstrand   |                      |

| 31. prosince 2011 | Česko | 0-4 (0:2, 0:1, 0:1) | Finsko | Edmonton Návštěva: 14 429 |
|                   | Česko |                     | Finsko |                           |

| Souhrn zápasu zpráva | Souhrn zápasu zpráva | Souhrn zápasu zpráva | Souhrn zápasu zpráva | Souhrn zápasu zpráva |
| -------------------- | -------------------- | -------------------- | --- | -------------------- |
|                      |                      |                      | 12. Ruuttu (Mik. Granlund, Pulkkinen) 17. Aaltonen (Barkov) 35. Donskoi (Armia, Salomäki) 44. Pulkkinen (Mar. Granlund, Mik. Granlund) |                      |

| 31. prosince 2011 | Kanada | 3-2 (3:0, 0:0, 0:2) | USA | Edmonton Návštěva: 16 647 |
|                   | Kanada |                     | USA |                           |

| Souhrn zápasu zpráva | Souhrn zápasu zpráva                                                             | Souhrn zápasu zpráva | Souhrn zápasu zpráva                         | Souhrn zápasu zpráva |
| -------------------- | -------------------------------------------------------------------------------- | -------------------- | -------------------------------------------- | -------------------- |
|                      | 6. Mark Stone (Huberdeau, D. Hamilton) 11. Schwartz (Stone, Strome) 16. Connolly |                      | 50. Coyle (Miller) 54. Zucker (Arnold, Etem) |                      |

## Skupina o udržení
| Tým          | Z | V | VP | PP | P | VG | IG | B |
| ------------ | - | - | -- | -- | - | -- | -- | - |
| 7. USA       | 3 | 3 | 0  | 0  | 0 | 25 | 6  | 9 |
| 8. Švýcarsko | 3 | 1 | 1  | 0  | 1 | 10 | 8  | 5 |
| 9. Lotyšsko  | 3 | 0 | 1  | 0  | 2 | 7  | 18 | 2 |
| 10. Dánsko   | 3 | 0 | 0  | 2  | 1 | 7  | 17 | 2 |

Poznámka: Zápasy  Švýcarsko 5:3  Lotyšsko a  USA 11:3  Dánsko se započítaly ze základní skupiny.
| 2. ledna 2012 | Švýcarsko | 4-3 pr. (2:2, 1:1, 0:0 - 1:0) | Dánsko | Calgary Návštěva: 9 328 |
|               | Švýcarsko |                               | Dánsko |                         |

| Souhrn zápasu zpráva | Souhrn zápasu zpráva                                                                                        | Souhrn zápasu zpráva | Souhrn zápasu zpráva                                                                                           | Souhrn zápasu zpráva |
| -------------------- | --- | -------------------- | --- | -------------------- |
|                      | 2. Schneuwly (Martschini, Amstutz) 4. Bertaggia (Andrighetto) 23. Hofmann 64. Richard (Bertaggia, Trutmann) |                      | 2. O. Bjorkstrand (P. Bjorkstrand, Spelling) 17. N. Jensen (P. Bjorkstrand, Bau-Hansen) 28. N. Jensen (Rahbek) |                      |

| 3. ledna 2012 | USA | 12-2 (4:0, 7:1, 1:1) | Lotyšsko | Calgary Návštěva: 9 146 |
|               | USA |                      | Lotyšsko |                         |

| Souhrn zápasu zpráva | Souhrn zápasu zpráva | Souhrn zápasu zpráva | Souhrn zápasu zpráva                                         | Souhrn zápasu zpráva |
| -------------------- | --- | -------------------- | ------------------------------------------------------------ | -------------------- |
|                      | 6. Watson (Tinordi, Bjugstad) 12. Watson (Bjustag, Merrill) 17. Watson (Rau, Archibald) 19. Zucker (Saad) 21. Miller (Zucker, Clendening) 21. Bjugstad (Saad, Watson) 26. Arnold (Rau) 33. Clendening (Watson, Saad) 34. Rau (Watson, Trouba) 37. Bjugstag (Watson, Johns ) 37. Bjugstag (Saad, Merril) 43. Czarnik |                      | 23. Girgensons (Pelšs, Bļugers) 54. [Bļugers (Salija, Pelšs) |                      |

| 4. ledna 2012 | Lotyšsko | 2-1 pr. (0:1, 1:0, 0:0 - 1:0) | Dánsko | Calgary Návštěva: 6 983 |
|               | Lotyšsko |                               | Dánsko |                         |

| Souhrn zápasu zpráva | Souhrn zápasu zpráva                                         | Souhrn zápasu zpráva | Souhrn zápasu zpráva         | Souhrn zápasu zpráva |
| -------------------- | ------------------------------------------------------------ | -------------------- | ---------------------------- | -------------------- |
|                      | 32. Pelšs (Koļesņikovs, Salija) 62. Jevpalovs (R. Lipsbergs) |                      | 4. O. Bjorkstrand (Spelling) |                      |

| 4. ledna 2012 | Švýcarsko | 1-2 (1:2, 0:0, 0:0) | USA | Calgary Návštěva: 10 624 |
|               | Švýcarsko |                     | USA |                          |

| Souhrn zápasu zpráva | Souhrn zápasu zpráva       | Souhrn zápasu zpráva | Souhrn zápasu zpráva                       | Souhrn zápasu zpráva |
| -------------------- | -------------------------- | -------------------- | ------------------------------------------ | -------------------- |
|                      | 15. Haas (Vermin, Hächler) |                      | 12. Czarnik 17. Gravel (Clendening, Tynan) |                      |

## Play off

### Čtvrtfinále
| 2. ledna 2012 | Finsko | 8-5 (2:2, 4:1, 2:2) | Slovensko | Calgary Návštěva: 14 558 |
|               | Finsko |                     | Slovensko |                          |

| Souhrn zápasu zpráva | Souhrn zápasu zpráva | Souhrn zápasu zpráva | Souhrn zápasu zpráva                                                                                                | Souhrn zápasu zpráva |
| -------------------- | --- | -------------------- | --- | -------------------- |
|                      | 5. Armia 15. Hämäläinen (Kuronen) 26. Mik. Granlund (Ristolainen, Pulkkinen) 27. Mar. Granlund (Mik. Granlund) 30. Mar. Granlund (Mik. Granlund) 32. Barkov (Aaltonen, Ristolainen) 53. Donskoi 54. Pulkkinen (Mik. Granlund, Mar. Granlund) |                      | 15. Chovan (Mráz) 20. Tvrdoň (Bubela, Jánošík) 34. Mráz (Marinčin, Chovan) 45. Ďaloga (Daňo) 60. Daňo (Mráz, Jurčo) |                      |

| 2. ledna 2012 | Rusko | 2-1 pr. (0:0, 1:1, 0:0 - 1:0) | Česko | Calgary Návštěva: 16 581 |
|               | Rusko |                               | Česko |                          |

| Souhrn zápasu zpráva | Souhrn zápasu zpráva                                      | Souhrn zápasu zpráva | Souhrn zápasu zpráva      | Souhrn zápasu zpráva |
| -------------------- | --------------------------------------------------------- | -------------------- | ------------------------- | -------------------- |
|                      | 33. Apalkov (Barbašev, Arzamascev) 62. Želdakov (Kučerov) |                      | 28. Culek (Hertl, Jaškin) |                      |

### Semifinále
| 3. ledna 2012 | Švédsko | 3-2 SN (0:1, 0:1, 2:0 - 0:0) | Finsko | Calgary Návštěva: 15 690 |
|               | Švédsko |                              | Finsko |                          |

| Souhrn zápasu zpráva | Souhrn zápasu zpráva                                                     | Souhrn zápasu zpráva | Souhrn zápasu zpráva                   | Souhrn zápasu zpráva |
| -------------------- | ------------------------------------------------------------------------ | -------------------- | -------------------------------------- | -------------------- |
|                      | 44. Karlsson (Larsson, Friberg) 59. Friberg (Sundström) rozh. n. Friberg |                      | 19. Ruutu (Aaltonen, Barkov) 36. Armia |                      |

| 3. ledna 2012 | Kanada | 5-6 (0:2, 1:3, 4:1) | Rusko | Calgary Návštěva: 19 289 |
|               | Kanada |                     | Rusko |                          |

| Souhrn zápasu zpráva | Souhrn zápasu zpráva | Souhrn zápasu zpráva | Souhrn zápasu zpráva | Souhrn zápasu zpráva |
| -------------------- | --- | -------------------- | --- | -------------------- |
|                      | 23. Connolly (F. Hamilton, Huberdeau) 50. D. Hamilton (Scheifele, Strome) 50. Schwartz (Gallagher) 52. Gallagher (D. Hamilton) 55. Gormley (Gallagher) |                      | 8. Kuzněcov (Jakupov) 14. Něstěrov (Želdakov) 25. Kuzněcov (Chochlačov, Jakupov) 29. Kuzněcov (Jakupov, Sergejev) 31. Chochlačov (Kuzněcov, Jakupov) 48. Kučerov (Grigorenko, Zemčenko) |                      |

### O 5. místo
| 4. ledna 2012 | Česko | 5-2 (3:0, 1:1, 1:1) | Slovensko | Calgary Návštěva: 12 923 |
|               | Česko |                     | Slovensko |                          |

| Souhrn zápasu zpráva | Souhrn zápasu zpráva                                                                                             | Souhrn zápasu zpráva | Souhrn zápasu zpráva                    | Souhrn zápasu zpráva |
| -------------------- | --- | -------------------- | --------------------------------------- | -------------------- |
|                      | 6. Faksa (Krejčí) 14. Holík (Straka, Sekáč) 17. Mozík (Krejčí, Holík) 37. Uher (Hertl) 43. Filippi (Mozík, Uher) |                      | 35. Bubela (Ďaloga) 47. Chovan (Bubela) |                      |

### O 3. místo
| 5. ledna 2012 | Finsko | 0-4 (0:1, 0:2, 0:1) | Kanada | Calgary Návštěva: 18 595 |
|               | Finsko |                     | Kanada |                          |

| Souhrn zápasu zpráva | Souhrn zápasu zpráva | Souhrn zápasu zpráva | Souhrn zápasu zpráva | Souhrn zápasu zpráva |
| -------------------- | -------------------- | -------------------- | --- | -------------------- |
|                      |                      |                      | 10. Pearson (D. Hamilton, Scheifele) 26. Scheifele (Pearson) 40. Howden (F. Hamilton, Murray) 58. Howden (Mark Stone, F. Hamilton) |                      |

### Finále
| 5. ledna 2012 | Švédsko | 1-0 pr. (0:0, 0:0, 0:0 - 1:0) | Rusko | Calgary Návštěva: 18 722 |
|               | Švédsko |                               | Rusko |                          |

| Souhrn zápasu zpráva | Souhrn zápasu zpráva   | Souhrn zápasu zpráva | Souhrn zápasu zpráva | Souhrn zápasu zpráva |
| -------------------- | ---------------------- | -------------------- | -------------------- | -------------------- |
|                      | 71. Zibanejad (Nemeth) |                      |                      |                      |

## Statistiky

### Tabulka produktivity
| Poř. | Hráč               | Stát    | Z | G | A | B  | +/− | TM |
| ---- | ------------------ | ------- | - | - | - | -- | --- | -- |
| 1    | Jevgenij Kuzněcov  | Rusko   | 7 | 6 | 7 | 13 | +6  | 4  |
| 2    | Max Friberg        | Švédsko | 6 | 9 | 2 | 11 | +4  | 22 |
| 3    | Mikael Granlund    | Finsko  | 7 | 2 | 9 | 11 | +4  | 0  |
| 4    | Mark Stone         | Kanada  | 6 | 7 | 3 | 10 | +10 | 2  |
| 5    | Teemu Pulkkinen    | Finsko  | 7 | 6 | 4 | 10 | +4  | 2  |
| 6    | Ryan Strome        | Kanada  | 6 | 3 | 6 | 9  | +9  | 8  |
| 6    | Austin Watson      | USA     | 6 | 3 | 6 | 9  | +6  | 0  |
| 8    | Nikita Gusev       | Rusko   | 7 | 3 | 6 | 9  | +5  | 0  |
| 9    | Jonathan Huberdeau | Kanada  | 6 | 1 | 8 | 9  | +8  | 16 |
| 10   | Nail Jakupov       | Rusko   | 7 | 0 | 9 | 9  | +4  | 6  |

### Úspěšnost brankářů
(odchytáno minimálně 40% minut svého týmu)
| Poř. | Hráč               | Země   | Min.   | IG | Pr. G/Z | % úsp. zák. | Čistá konta |
| ---- | ------------------ | ------ | ------ | -- | ------- | ----------- | ----------- |
| 1    | Andrej Vasilevskij | Rusko  | 298:31 | 10 | 2.01    | 99.31       | 2           |
| 2    | Mark Visentin      | Kanada | 210:08 | 5  | 1.43    | 94.38       | 1           |
| 3    | Sami Aittokallio   | Finsko | 310:00 | 13 | 2.52    | 93.69       | 1           |
| 4    | Petr Mrázek        | Česko  | 361:30 | 15 | 2.49    | 92.79       | 1           |
| 5    | Scott Wedgewood    | Kanada | 148:48 | 6  | 2.42    | 91.55       | 1           |

### Turnajová ocenění
|                            | Brankář     | Obránce         | Obránce         | Útočníci                                | Útočníci                                | Útočníci                                |
| -------------------------- | ----------- | --------------- | --------------- | --------------------------------------- | --------------------------------------- | --------------------------------------- |
| Ceny direktoriátu IIHF     | Petr Mrázek | Brandon Gormley | Brandon Gormley | Jevgenij Kuzněcov (Nejužitečnější hráč) | Jevgenij Kuzněcov (Nejužitečnější hráč) | Jevgenij Kuzněcov (Nejužitečnější hráč) |
| All-Star Tým (podle médií) | Petr Mrázek | Brandon Gormley | Oscar Klefbom   | Jevgenij Kuzněcov                       | Max Friberg                             | Mikael Granlund                         |

## Soupisky
| Umístění  | Mužstvo   | Hráči |
| --------- | --------- | --- |
| 1. místo  | Švédsko   | Brankáři: Anton Forsberg, Johan Gustafsson, Johan Mattsson Obránci: Mattias Bäckman, Oscar Klefbom, Fredrik Claesson, Petter Granberg, John Klingberg, Patrik Nemeth, Jonas Brodin Útočníci: Johan Larsson, Jeremy Boyce-Rotevall, Johan Sundström, Max Friberg, Sebastian Collberg, Filip Forsberg, William Karlsson, Victor Rask, Joakim Nordström, Mika Zibanejad, Ludvig Rensfeldt, Rickard Rakell, Erik Thorell. Trenér: Roger Rönnberg                          |
| 2. místo  | Rusko     | Brankáři: Sergej Kostenko, Andrej Makarov, Andrej Vasilevskij Obránci: Arjom Sergejev, Viktor Antipin, Michail Naumenkov, Grigorij Želdakov, Zachar Arzamascev, Ildar Isangulov, Nikita Něstěrov, Igor Ožiganov Útočníci: Nikita Gusev, Nikita Kučerov, Nail Jakupov, Daniil Apalkov, Pavel Kulikov, Ignat Zemčenko, Michail Grigorenko, Jaroslav Kosov, Alexander Chochlačov, Sergej Barbašev, Ivan Tělegin, Jevgenij Kuzněcov. Trenér: Valerij Bragin               |
| 3. místo  | Kanada    | Brankáři: Mark Visentin, Scott Wedgewood Obránci: Jamie Oleksiak, Brandon Gormley, Dougie Hamilton, Mark Pysyk, Scott Harrington, Ryan Murray, Nathan Beaulieu Útočníci: Jaden Schwartz, Michaël Bournival, Jonathan Huberdeau, Brendan Gallagher, Freddie Hamilton, Brett Connolly, Tanner Pearson, Mark Stone, Ryan Strome, Mark Scheifele, Boone Jenner, Quinton Howden, Devante Smith-Pelly. Trenér: Don Hay                                                      |
| 4. místo  | Finsko    | Brankáři: Richard Ullberg, Sami Aittokallio, Christopher Gibson Obránci: Olli Määttä, Simo-Pekka Riikola, Konsta Mäkinen, Rasmus Ristolainen, Jani Hakanpää, Miro Hovinen, Ville Pokka Útočníci: Teemu Pulkkinen, Alexander Ruuttu, Joel Armia, Markus Granlund, Markus Hännikäinen, Roope Hämäläinen, Miro Aaltonen, Aleksander Barkov ml., Mikael Granlund, Miikka Salomäki, Joonas Donskoi, Mikael Kuronen, Otto Paajanen. Trenér: Raimo Helminen                  |
| 5. místo  | Česko     | Brankáři: Petr Mrázek, Libor Kašík Obránci: Marek Hrbas, Bohumil Jank, Daniel Krejčí, Vojtěch Mozík, David Musil, Jiří Říha, Petr Zámorský Útočníci: Jakub Culek, Petr Straka, Tomáš Filippi, Tomáš Hertl, Dmitrij Jaškin, Petr Holík, Tomáš Hyka, Tomáš Nosek, Lukáš Sedlák, Jiří Sekáč, Dominik Uher, Radek Faksa, Daniel Přibyl, Michal Švihálek. Trenér: Miroslav Přerost                                                                                         |
| 6. místo  | Slovensko | Brankáři: Juraj Šimboch, Dominik Riečický, Richard Sabol Obránci: Mário Kurali, Peter Trška, Michal Čajkovský, Peter Čerešňák, Martin Gernát, Adam Jánošík, Martin Marinčin Útočníci: Matej Bene, Miloš Bubela, Marko Daňo, Martin Ďaloga, Matej Hinďoš, Matúš Chovan, Richard Mráz, Tomáš Matoušek, Lukáš Cingeľ, Vladimír Dolník, Tomáš Jurčo, Michal Toman, Marek Tvrdoň. Trenér: Ernest Bokroš                                                                    |
| 7. místo  | USA       | Brankáři: Jack Campbell, John Gibson Obránci: Derek Forbort, Adam Clendening, Jacob Trouba, Kevin Gravel, Jon Merrill, Jarred Tinordi, Stephen Johns Útočníci: Austin Czarnik, Charlie Coyle, Emerson Etem, J. T. Miller, Bill Arnold, Jason Zucker, T. J. Tynan, Kyle Rau, Josh Archibald, Brandon Saad, Connor Brickley, Austin Watson, Nick Bjugstad. Trenér: Dean Blais                                                                                           |
| 8. místo  | Švýcarsko | Brankáři: Tim Wolf, Lukas Meili, Luca Boltshauser Obránci: Cédric Hächler, Phil Baltisberger, Mike Vermeille, Dave Sutter, Christian Marti, Dean Kukan, Dario Trutmann Útočníci: Alessio Bertaggia, Gaëtan Haas, Lino Martschini, Grégory Hofmann, Sven Bärtschi, Reto Amstutz, Sven Andrighetto, Cédric Schneuwly, Samuel Walser, Dario Simion, Joël Vermin, Christoph Bertschy, Tanner Richard. Trenér: Manuele Celio                                               |
| 9. místo  | Lotyšsko  | Brankáři: Rihards Cimermanis, Kristers Gudļevskis, Elvis Merzļikins Obránci: Kristaps Nīmanis, Ņikita Koļesņikovs, Edgars Siksna, Artūrs Salija, Pauls Zvirbulis, Kristers Freibergs, Krišs Lipsbergs, Krists Kalniņš Útočníci: Kristiāns Pelšs, Roberts Lipsbergs, Artūrs Kuzmenkovs, Vitālijs Hvorostiņins, Juris Ziemiņš, Māris Diļevka, Dāvis Straupe, Edgars Kļaviņš, Teodors Bļugers, Zemgus Girgensons, Toms Andersons, Ņikita Jevpalovs. Trenér: Ēriks Miļuns |
| 10. místo | Dánsko    | Brankáři: Dennis Jensen, Sebastian Feuk, Christian Larsen Obránci: Jannik Christensen, Patrick Madsen, Tobias Hansen, Martin Rahbek, Emil L. Kristensen, Mark Müller Larsen, Anders Thode Útočníci: Thomas Spelling, Patrick Bjorkstrand, Oliver Bjorkstrand, Mathias Bau Hansen, Jonas Sass, Nicolai Meyer, Nicklas Jensen, Thomas Søndergaard, Mads Eller, Joachim Linnet, Rasmus Bjerrum, Nicki Kisum, Anders Schultz. Trenér: Todd Bjorkstrand                    |

## I. divize
Skupina A se hrála od 11. do 17. prosince 2011 v Garmisch-Partenkirchenu v Německu, skupina B od 12. do 18. prosince 2011 v Tychách v Polsku.

### Skupina A
| Tým               | Z | V | VP | PP | P | VG | IG | B  |
| ----------------- | - | - | -- | -- | - | -- | -- | -- |
| 1. Německo        | 5 | 5 | 0  | 0  | 0 | 34 | 9  | 15 |
| 2. Bělorusko      | 5 | 3 | 0  | 1  | 1 | 21 | 10 | 10 |
| 3. Norsko         | 5 | 3 | 0  | 0  | 2 | 19 | 13 | 9  |
| 4. Slovinsko      | 5 | 1 | 2  | 0  | 2 | 16 | 12 | 7  |
| 5. Rakousko       | 5 | 1 | 0  | 1  | 3 | 11 | 26 | 4  |
| 6. Velká Británie | 5 | 0 | 0  | 0  | 5 | 6  | 37 | 0  |

| postup do elitní skupiny | sestup do skupiny B I. divize |

### Skupina B
| Tým           | Z | V | VP | PP | P | VG | IG | B  |
| ------------- | - | - | -- | -- | - | -- | -- | -- |
| 1. Francie    | 5 | 4 | 0  | 0  | 1 | 19 | 6  | 12 |
| 2. Kazachstán | 5 | 3 | 0  | 1  | 1 | 9  | 7  | 10 |
| 3. Itálie     | 5 | 2 | 1  | 0  | 2 | 14 | 9  | 8  |
| 4. Polsko     | 5 | 2 | 0  | 1  | 2 | 16 | 12 | 7  |
| 5. Chorvatsko | 5 | 2 | 0  | 0  | 3 | 12 | 25 | 6  |
| 6. Japonsko   | 5 | 0 | 1  | 0  | 4 | 9  | 20 | 2  |

| postup do skupiny A I. divize | sestup do skupiny A II. divize |

## II. divize
Skupina A se hrála od 12. do 18. prosince 2011 v Doněcku na Ukrajině, skupina B od 10. do 16. prosince 2011 v Tallinnu v Estonsku.

### Skupina A
| Tým            | Z | V | VP | PP | P | VG | IG | B  |
| -------------- | - | - | -- | -- | - | -- | -- | -- |
| 1. Ukrajina    | 5 | 3 | 2  | 0  | 0 | 24 | 10 | 13 |
| 2. Litva       | 5 | 3 | 0  | 2  | 0 | 19 | 11 | 11 |
| 3. Maďarsko    | 5 | 2 | 1  | 0  | 2 | 24 | 15 | 8  |
| 4. Španělsko   | 5 | 2 | 0  | 0  | 3 | 14 | 22 | 6  |
| 5. Nizozemsko  | 5 | 1 | 1  | 0  | 3 | 9  | 23 | 5  |
| 6. Jižní Korea | 5 | 0 | 0  | 2  | 3 | 9  | 18 | 2  |

| postup do skupiny B I. divize | sestup do skupiny B II. divize |

### Skupina B
| Tým          | Z | V | VP | PP | P | VG | IG | B  |
| ------------ | - | - | -- | -- | - | -- | -- | -- |
| 1. Rumunsko  | 5 | 5 | 0  | 0  | 0 | 44 | 9  | 15 |
| 2. Estonsko  | 5 | 4 | 0  | 0  | 1 | 51 | 14 | 12 |
| 3. Srbsko    | 5 | 3 | 0  | 0  | 2 | 18 | 26 | 9  |
| 4. Belgie    | 5 | 1 | 1  | 0  | 3 | 17 | 23 | 5  |
| 5. Austrálie | 5 | 1 | 0  | 0  | 4 | 12 | 36 | 3  |
| 6. Mexiko    | 5 | 0 | 0  | 1  | 4 | 5  | 39 | 1  |

| postup do skupiny A II.divize | sestup do III. divize |

## III. divize
Divize se hrála od 17. do 22. ledna 2012 v Dunedinu na Novém Zélandu.
| Tým            | Z | V | VP | PP | P | VG | IG | B  |
| -------------- | - | - | -- | -- | - | -- | -- | -- |
| 1. Island      | 4 | 4 | 0  | 0  | 0 | 30 | 2  | 12 |
| 2. Čína        | 4 | 3 | 0  | 0  | 1 | 26 | 10 | 9  |
| 3. Nový Zéland | 4 | 2 | 0  | 0  | 2 | 19 | 14 | 6  |
| 4. Bulharsko   | 4 | 1 | 0  | 0  | 3 | 7  | 19 | 3  |
| 5. Turecko     | 4 | 0 | 0  | 0  | 4 | 1  | 38 | 0  |

 Severní Korea předem odstoupila z účasti ve III. divizi bez udání důvodu
| postup do skupiny B II.divize |